# Diana!
Diana! — саундтрек к одноимённому телешоу, которое вышло в эфир американского телеканала ABC 18 апреля 1971 года. В записи программы, помимо Дайаны Росс, приняли участие The Jackson 5 (сольный дебют Майкла Джексона состоялся именно на этой программе), Дэнни Томас и Билл Косби.

## Об альбоме
Это первая независимая постановка Motown, посвященная Дайане Росс, карьера которой, как сольной исполнительницы, ещё только набирала обороты. Все выступления для телепрограммы предварительно записывались (а не шли в прямом эфире), поэтому саундтрек был готов заблаговременно и поступил в продажу за три недели до премьеры шоу. Таким образом, он подстегнул зрительский интерес и поднял передачу ABC в рейтингах. Более того, впоследствии это привело сразу к нескольким номинациям на премию «Эмми»: самой Дайане Росс, модельеру Бобу Маки и в технических категориях.
В рамках программы прозвучал последний на тот момент хит певицы «Remember Me», вошедший недавно в лучшую двадцатку национального рейтинга. А также её первый сольный шлягер «Ain’t No Mountain High Enough», за год до этого покоривший Billboard Hot 100. Помимо этого был исполнен ряд кавер-версий. Так, шоу начиналось адаптацией композиции Боба Меррилла и Джула Стайна «Don’t Rain on My Parade» из мюзикла «Смешная девчонка», впервые представленного на Бродвее в 1964 году. Кроме того были заметны прочтение песни Берта Бакарака и Хэла Дэвид «(They Long to Be) Close to You», ставшей известной в 1970 году в исполнении дуэта The Carpenters, а также интерпретация записи Ареты Франклин «I Love You (Call Me)».
Промежутки между номерами Росс были заполнены юмористическими репризами Дэнни Томаса и Билла Косби, где в ряде сценок принимала участие сама исполнительница, примерявшая на себя образы Чарли Чаплина, У. К. Филдса и Харпо Маркса. Ещё одним ярким событием стало представление протеже певицы — семейной группы The Jackson 5, подтвердившее своё реноме любимцев Америки. В саундтрек вошло два попурри ансамбля, во время исполнения второго Росс присоединилась к квинтету для совместного исполнения «Feelin’ Alright».
Все эти факторы помогли саундтреку достичь третьего места в чарте Billboard Soul LP’s. Но в главном американском рейтинге альбомов результат оказался скромнее, он смог подняться лишь на 46-е место.

## Список композиций
| №                   | Название                                                     | Исполнитель             | Длительность |
| ------------------- | ------------------------------------------------------------ | ----------------------- | ------------ |
| 1.                  | «Intro»                                                      |                         | 0:30         |
| 2.                  | «Don’t Rain on My Parade»                                    | Дайана Росс             | 2:28         |
| 3.                  | «Medley: «Mama’s Pearl» / «Walk On By» / «The Love You Save» | The Jackson 5           | 4:51         |
| 4.                  | «(They Long to Be) Close to You»                             | Дайана Росс             | 3:47         |
| 5.                  | «Bill Cosby Segment»                                         | Билл Косби              | 4:45         |
| 6.                  | «Love Story»                                                 | Дайана Росс, Билл Косби | 3:15         |
| 7.                  | «Remember Me»                                                | Дайана Росс             | 3:27         |
| 8.                  | «Medley: «I’ll Be There» / «Feelin’ Alright»                 | The Jackson 5           | 4:54         |
| 9.                  | «Danny Thomas Segment»                                       | Дэнни Томас             | 3:10         |
| 10.                 | «Ain’t No Mountain High Enough»                              | Дайана Росс             | 5:54         |
| 11.                 | «I Love You (Call Me)»                                       | Дайана Росс             | 1:32         |
| Общая длительность: | Общая длительность:                                          | Общая длительность:     | 39:50        |

## Позиции в хит-парадах
| Хит-парад (1971)                       | Высшая позиция |
| -------------------------------------- | -------------- |
| Великобритания (UK Albums Chart)       | 43             |
| Канада (RPM)                           | 40             |
| США (Billboard 200)                    | 46             |
| США (Billboard Top R&B/Hip-Hop Albums) | 3              |